# Petr Linhart
Petr Linhart (* 29. Mai 1990 in Zruč nad Sázavou) ist ein tschechischer Handballspieler. Er ist 1,95 m groß und wiegt 90 kg.
Linhart spielte bis zum Jahre 2016 beim tschechischen Verein Talent Plzeň. Anschließend schloss er sich dem französischen Erstligisten Fenix Toulouse Handball an. Ab 2017 lief Linhart für den deutschen Verein HSC 2000 Coburg (Rückennummer 10) auf, bei dem er auf der Position Rückraum rechts eingesetzt wurde. Nach einer schweren Knieverletzung im Januar 2018 konnte er kein Spiel mehr für die Coburger absolvieren. Im Sommer 2020 kehrte er zu Talent Plzeň zurück. Mit Talent Plzeň gewann er 2021 die tschechische Meisterschaft. Zur Saison 2022/23 wechselte Linhart nach Deutschland zum Sachsenligisten HC Einheit Plauen, um dem Verein beim Wiederaufstieg in die Mitteldeutsche Oberliga zu verhelfen.